# 约翰·戈特利布·甘恩

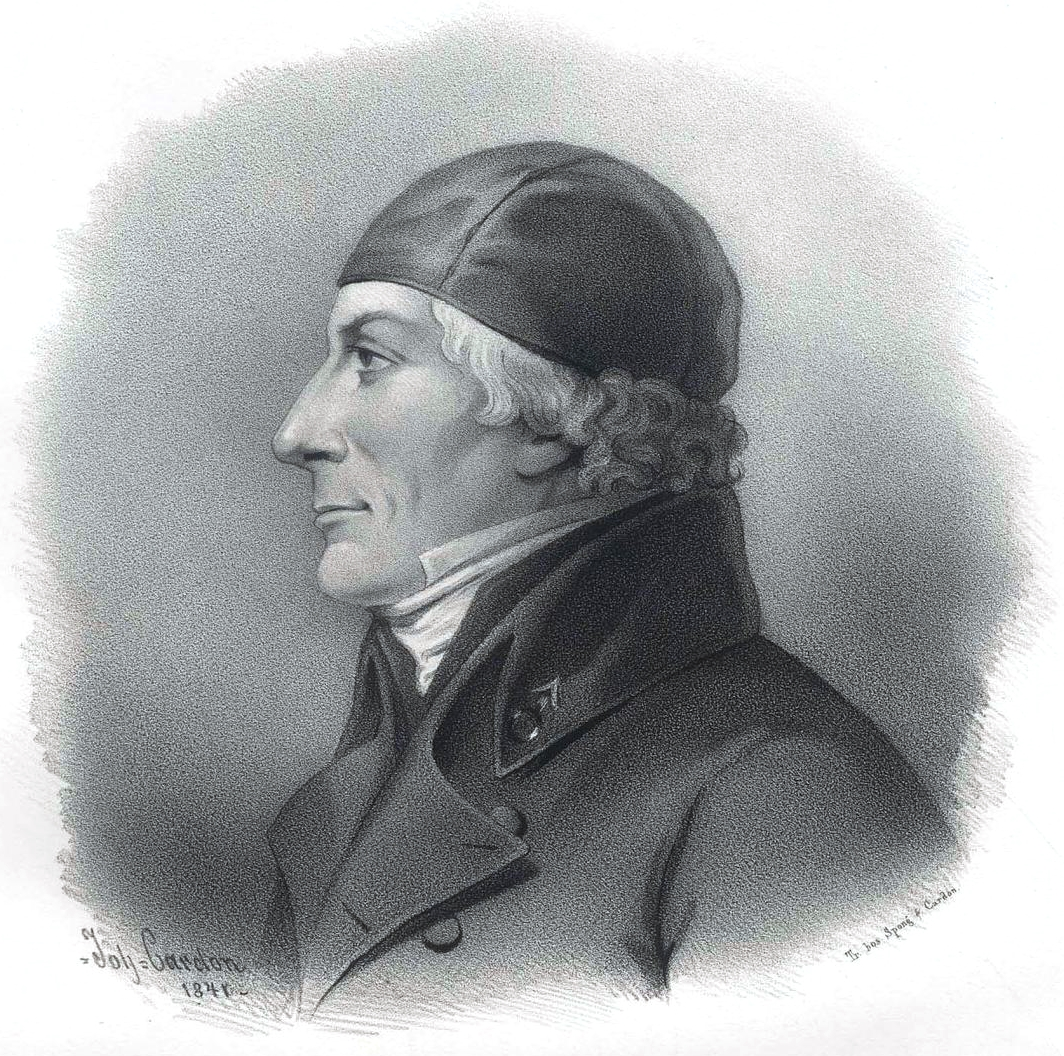
約翰·戈特利布·甘恩

约翰·戈特利布·甘恩（Johan Gottlieb Gahn，1745年8月19日—1818年12月8日），瑞典化学家、冶金学家。他的主要贡献是于1774年首次分离了单质锰。
1773年至1817年，担任瑞典矿业委员会的化学家。甘恩很少愿意发表自己的科学发现，但是会经常与舍勒、Bergman以通信方式交流。甘恩的一个重要发现是二氧化锰与碳可生成单质锰，这使得他成为第一个分离出单质锰的人。
1784年，甘恩成为瑞典皇家科学院院士。